# Karibik

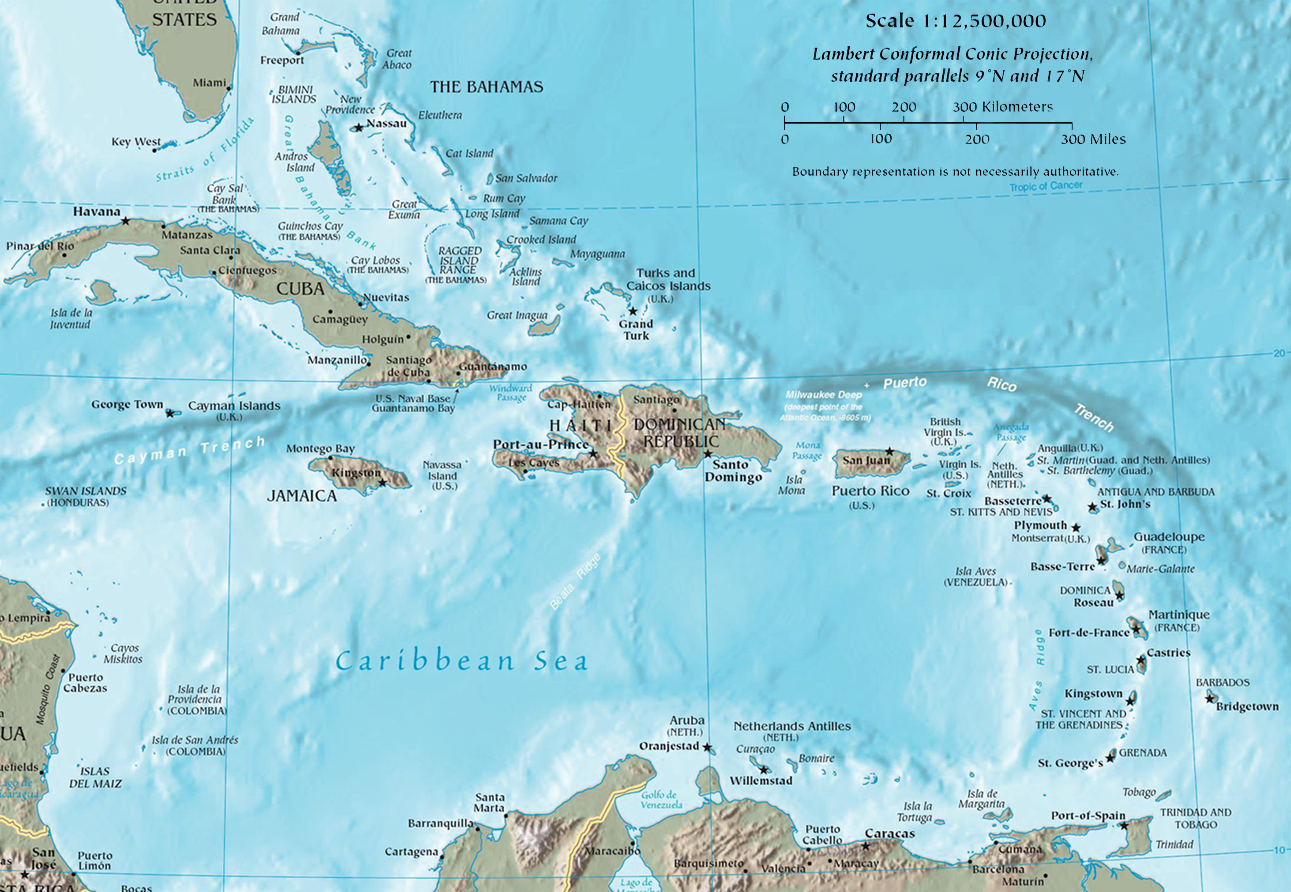
Karibik, südlich das Karibische Meer, nordwestlich der Golf von Mexiko, östlich der offene Nordatlantik

Inseln und Festlandanteile der Karibik im kulturell-historischen Sinn

Die Karibik ist eine Region Mittelamerikas im westlichen, tropischen Teil des Atlantischen Ozeans nördlich des Äquators. Sie besteht aus dem Karibischen Meer, seinen Inseln und Inselgruppen und den angrenzenden Küsten des zentral- und südamerikanischen Festlands. Im Nordwesten reicht die Karibik in den Golf von Mexiko.
Die Karibik ist nach dem Volk der Kariben benannt, das die spanischen Eroberer auf den Kleinen Antillen (lat. ante ilium, „vorgelagerte Inseln“) vorgefunden haben. Sie wurde und wird bis heute auch Westindien genannt, weil europäische Seefahrer sich bei ihrer Entdeckung auf dem direkten Seeweg nach Indien glaubten.

## Geologie und Geographie
Nach der Abgrenzung der Internationalen Hydrographischen Organisation liegen die bogenförmig angeordneten Inseln der Karibik innerhalb des Karibischen Meeres. Dieses ist Teil des Amerikanischen Mittelmeers und reicht von Yucatán bis zum nördlichen Südamerika. Es liegt überwiegend auf der Karibischen Platte; der Nordwestteil jenseits des Tiefseegrabens liegt auf der Nordamerikanischen Platte. Im Kaimangraben erreicht es eine Tiefe von 7680 m.
Durch tektonische Aktivitäten an den Plattengrenzen kommt es immer wieder zu Erdbeben und gelegentlich zu Vulkanausbrüchen. So musste 1995 nach mehreren Eruptionen des Soufrière die Hauptstadt Montserrats, Plymouth, aufgegeben werden, nachdem bereits etwa 8.000 Menschen geflohen waren. Das letzte größere Beben ereignete sich 2010 in Haiti; es kostete schätzungsweise 300.000 Menschen das Leben.

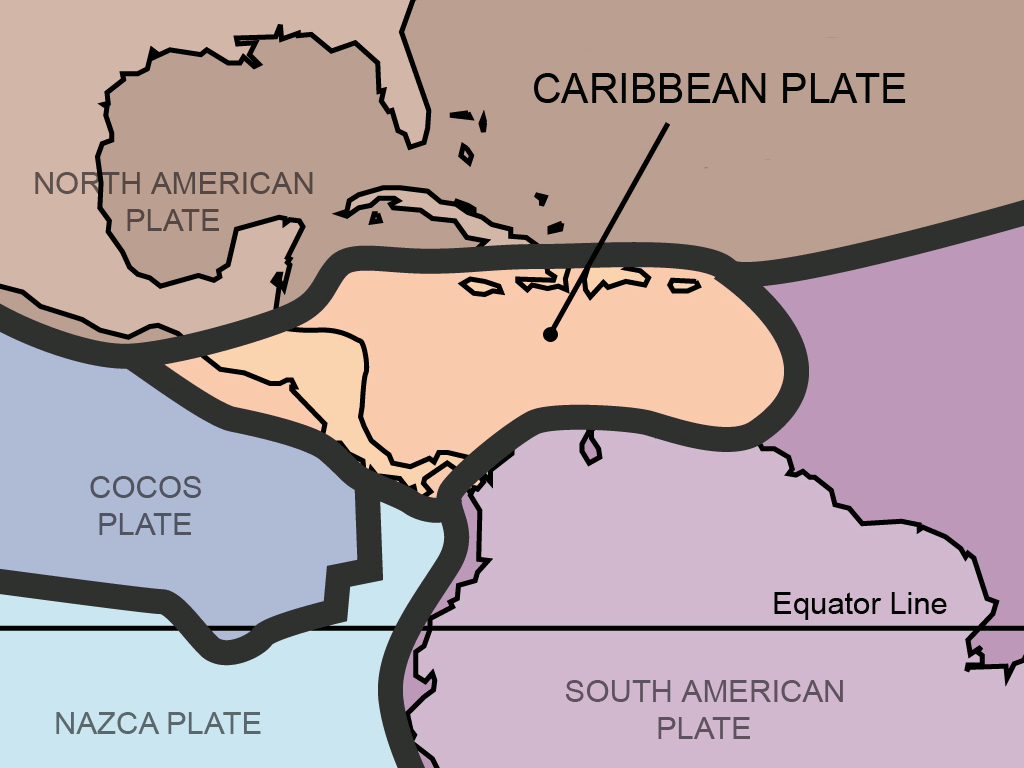
Tektonische Gliederung der Karibik
- Video: So entstanden Höhlen in der Karibik
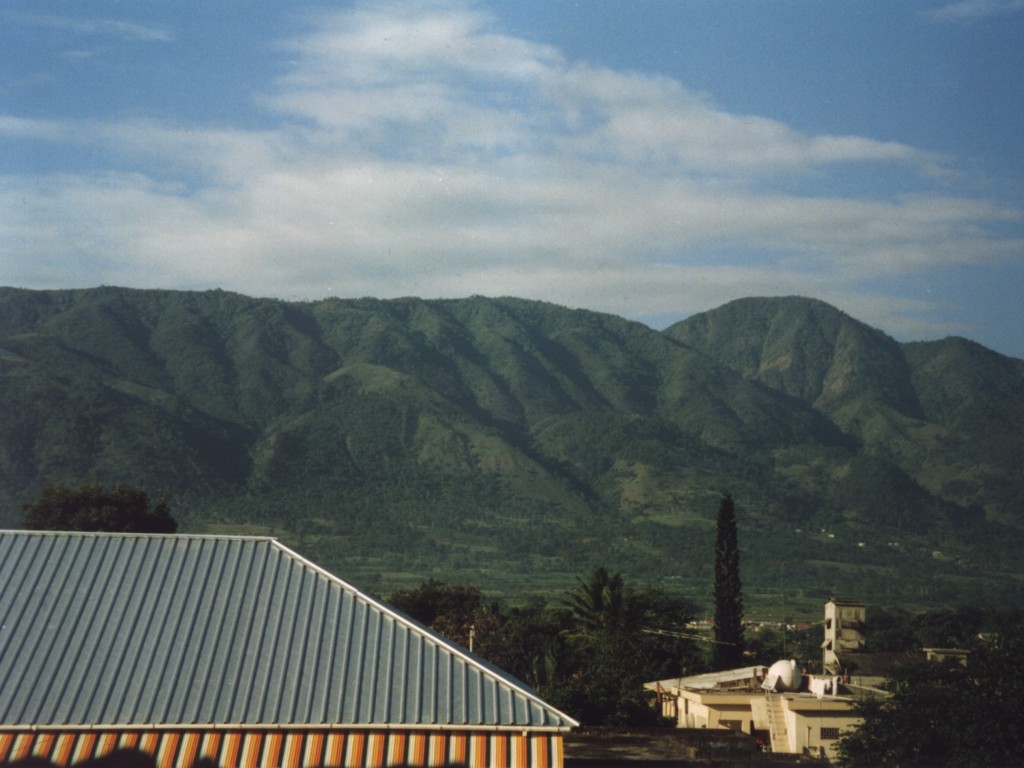
Zentrale Kordilleren auf Hispaniola

Die höchsten Berge auf den Inseln der Karibik sind der Pico Duarte (3.098 m) und Nachbargipfel der Cordillera Central in der Dominikanischen Republik, der Pic la Selle in Haiti (ca. 2674 m) der Blue Mountain Peak auf Jamaika (ca. 2256 m), der Pico Turquino auf Kuba (ca. 1974 m) und der Soufrière auf Guadeloupe (ca. 1467 m).
Höchster Wasserfall ist mit rund 40 m der Wasserfall in El Limón auf der Halbinsel Samaná in der Dominikanischen Republik, gefolgt von den Mt. Carmel Falls auf Grenada.

## Bevölkerung und Kultur
Im Karibikraum leben etwa 40 Mio. Menschen unterschiedlicher Herkunft auf einer Gesamtfläche von ungefähr 220.000 km² (siehe unten). Neben den sehr wenigen verbliebenen indigenen Bewohnern leben vor allem Menschen afrikanischer und europäischer Herkunft, Kreolen sowie Inder (vor allem auf Trinidad und Tobago) und Chinesen auf den verschiedenen Inseln der Karibik. Hauptsprachen der Karibik sind Spanisch mit ca. 70 % und Englisch mit ca. 24 %, daneben werden Französisch (vor allem in Haiti), Niederländisch und verschiedene Formen des Kreolischen oder Caribischen gesprochen (vor allem im Alltag).
Die Lebenserwartung lag 2013 durchschnittlich bei 72 Jahren und 26 % der Bevölkerung gehörten zu den unter 15-Jährigen, während 9 % über 65 Jahre alt waren. Es wandern zwar mehr Menschen ab als zu, dennoch ist die Bevölkerungsdichte von 180 Einwohnern pro km² im globalen Vergleich relativ hoch.
Wichtige karibische Bildungseinrichtungen sind die „University of the West Indies“ und das „Centre for Hotel and Tourism Management“. Der Tourismus ist eine der wichtigsten Einnahmequellen für die karibischen Staaten. Daneben existieren im Finanzdienstleistungsbereich viele Steueroasen, allen voran auf den Kaimaninseln.
In der karibischen Küche werden insbesondere Fisch, Hülsenfrüchte und Gewürze verwendet. Ein wichtiges Sportereignis ist alle zwei Jahre die Fußball-Karibikmeisterschaft.

## Natur und Klima
Generell herrscht tropisches Regenwaldklima und somit ein Tageszeitenklima mit Durchschnittstemperaturen über 20 °C vor. In den Sommermonaten von Juni bis September liegt die Regenwahrscheinlichkeit bei ca. 30–50 %. Die Wintermonate zwischen November und April hingegen sind mit fünf bis neun Regentagen die trockensten Monate im Jahr. Darüber hinaus hat der nach Europa driftende Golfstrom seinen Ursprung in den Bahamas. Die Bezeichnung über/unter dem Winde der Antillen deutet auf den Einfluss des Nordostpassates hin. Eine weitere Naturerscheinung sind entstehende oder vorbeiziehende Hurrikane, die regelmäßig Schäden z. B. durch Überschwemmungen verursachen.
Zu den ansässigen Tierarten zählen unter anderem der Karibik-Manati, die Karibik-Languste oder Leguane. Andere Arten wie die Karibischen Spitzmäuse oder die Antillenaffen sind insbesondere aufgrund anthropogenen Einflusses bereits ausgestorben. In der Karibik leben eigentlich nicht heimische Tierarten, welche als Neozoen in die Karibik gelangten. Beispielsweise existiert auf der Insel Grenada oder der Inselgruppe St. Kitts und Nevis mit der Monameerkatze eine Primatenart, welche durch den Menschen aus Westafrika in die Karibik gebracht wurde und heute dort auch frei lebt.
Durch den exportorientierten Anbau von Cash-Crops (traditionell z. B. Zuckerrohr) auf monokulturellen Plantagen wurden einheimische Pflanzenarten wie die Mangroven stark zurückgedrängt. Viele der Böden sind vulkanischen Ursprungs und verschieden fruchtbar.
Vor der belizischen Küste befindet sich das zweitgrößte Riffsystem der Erde: das Belize Barrier Reef.

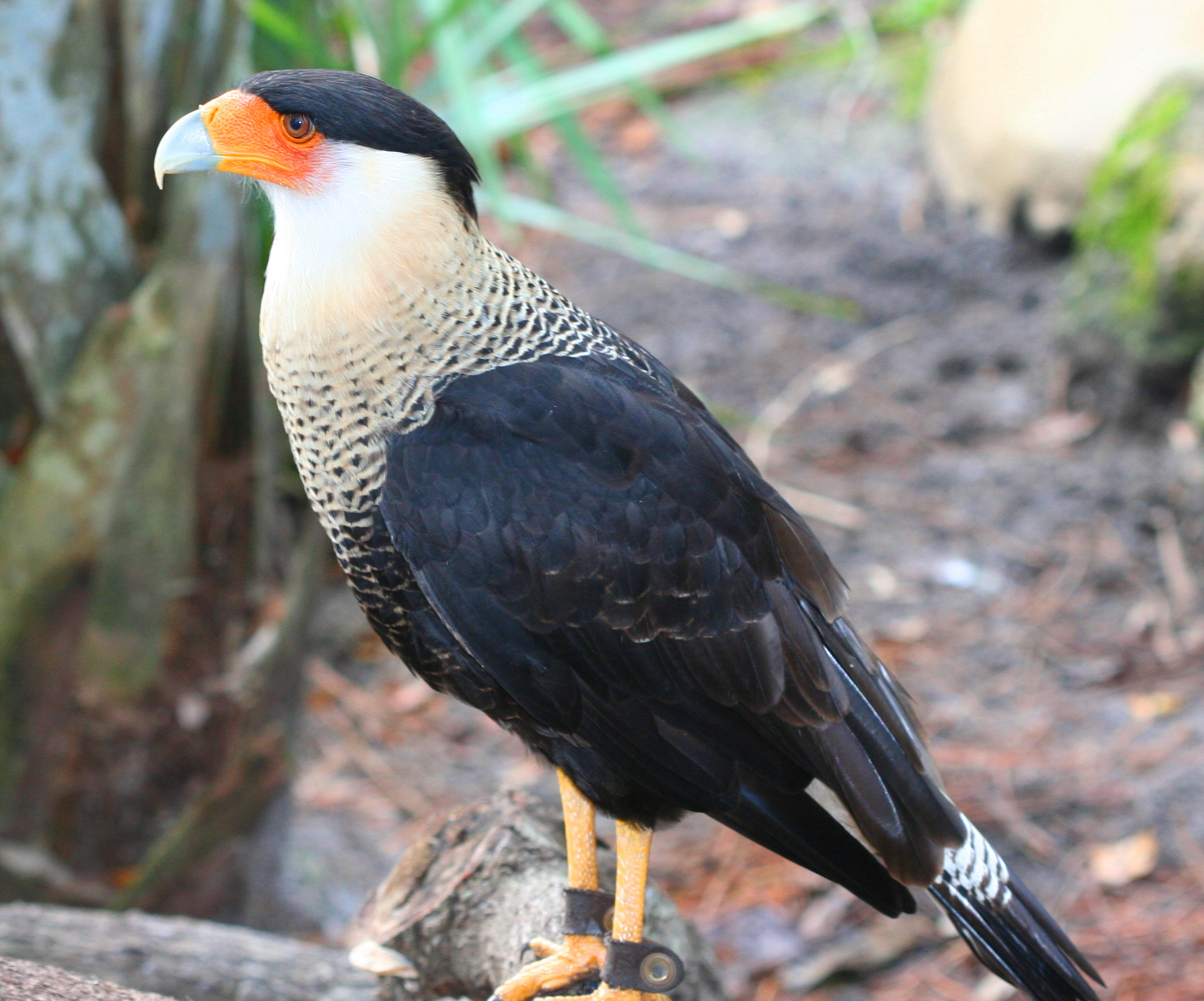
Karibikkarakara
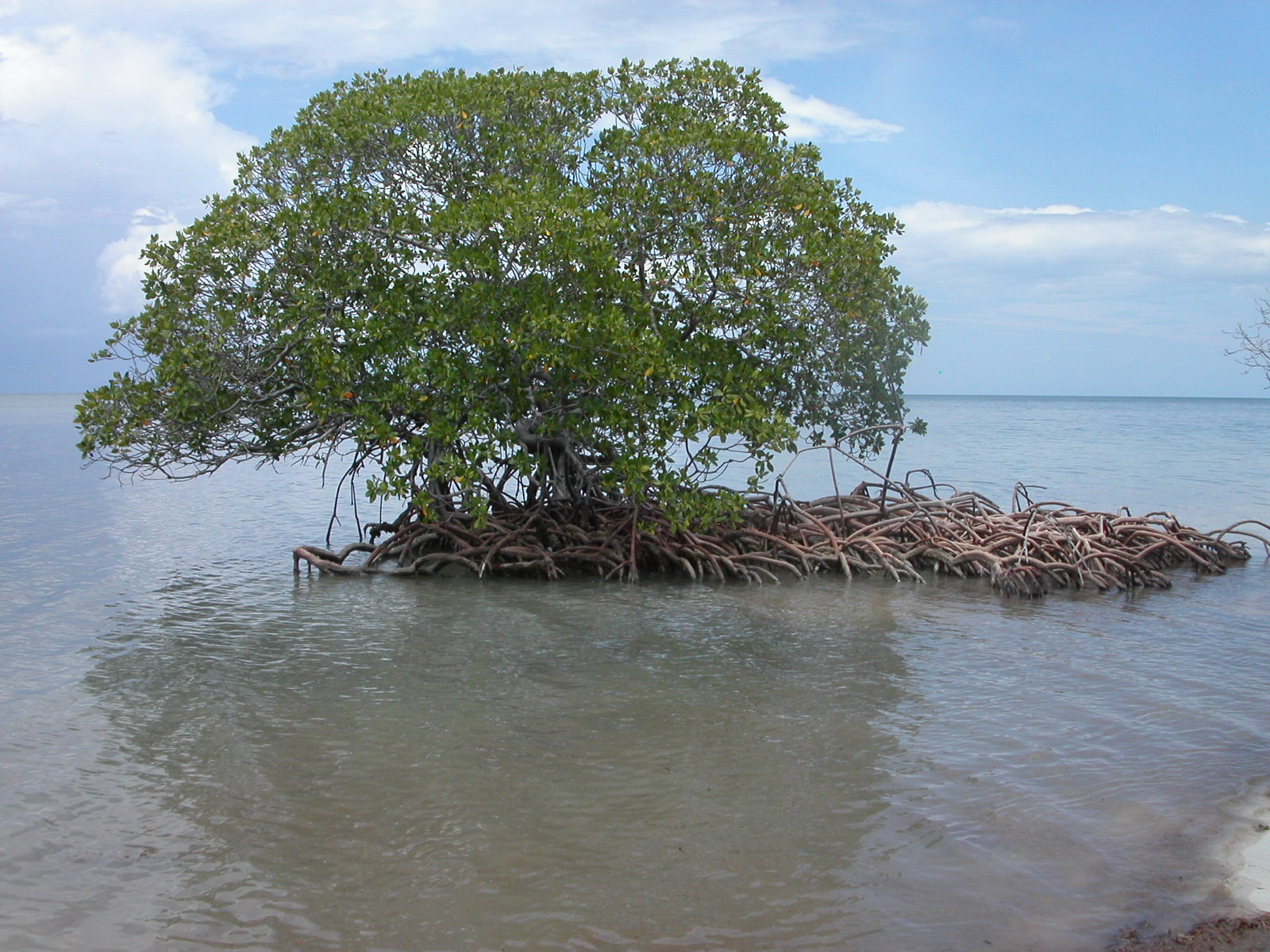
Mangrovenbaum auf Kuba
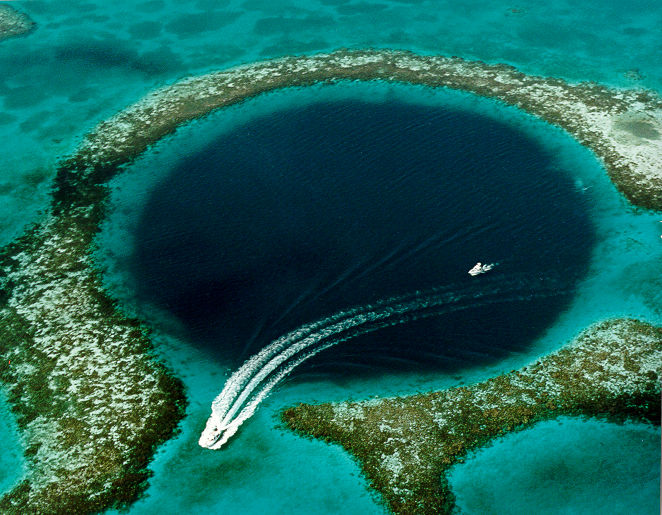
Great Blue Hole vor Belize
Hurrikan über dem Karibischen Meer

## Geschichte und Entdeckung der Karibik
Vor den Entdeckungen im 1. Jahrtausend v. Chr. kamen Arawak-Indianer aus Richtung Venezuela auf die karibischen Inseln. Über Trinidad breiteten sie sich nach Norden aus. Ihnen folgten rund 1500 Jahre später die kriegerischen Kariben, die die Arawak langsam von den kleinen Antillen vertrieben. Zur Zeit der Entdeckungsreisen von Christoph Kolumbus besiedelten die Arawak die Inseln Kuba, Hispaniola sowie die Bahamas, während die Kariben die kleinen Antillen bewohnten.

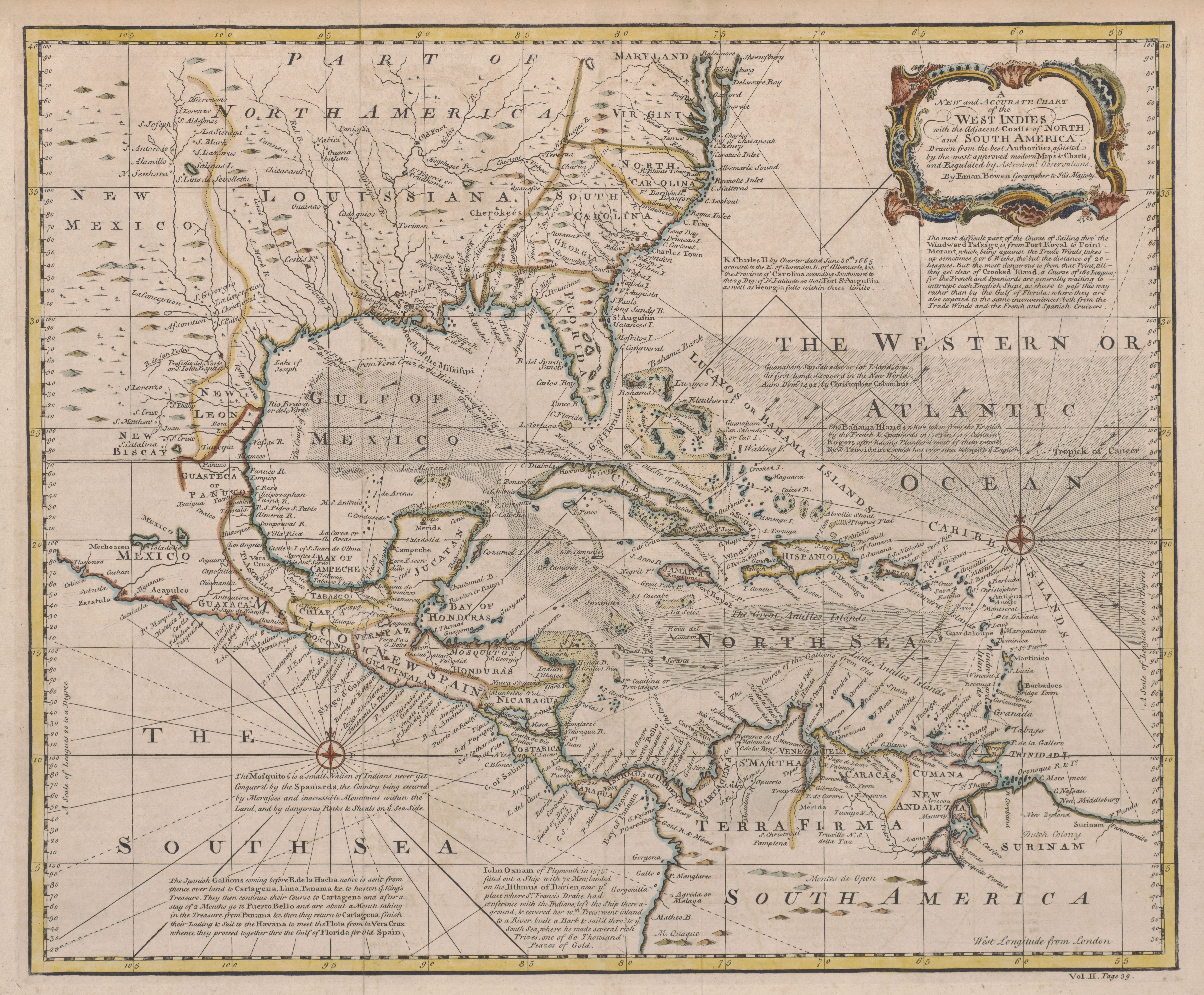
Die Karibik auf einer Karte von 1720
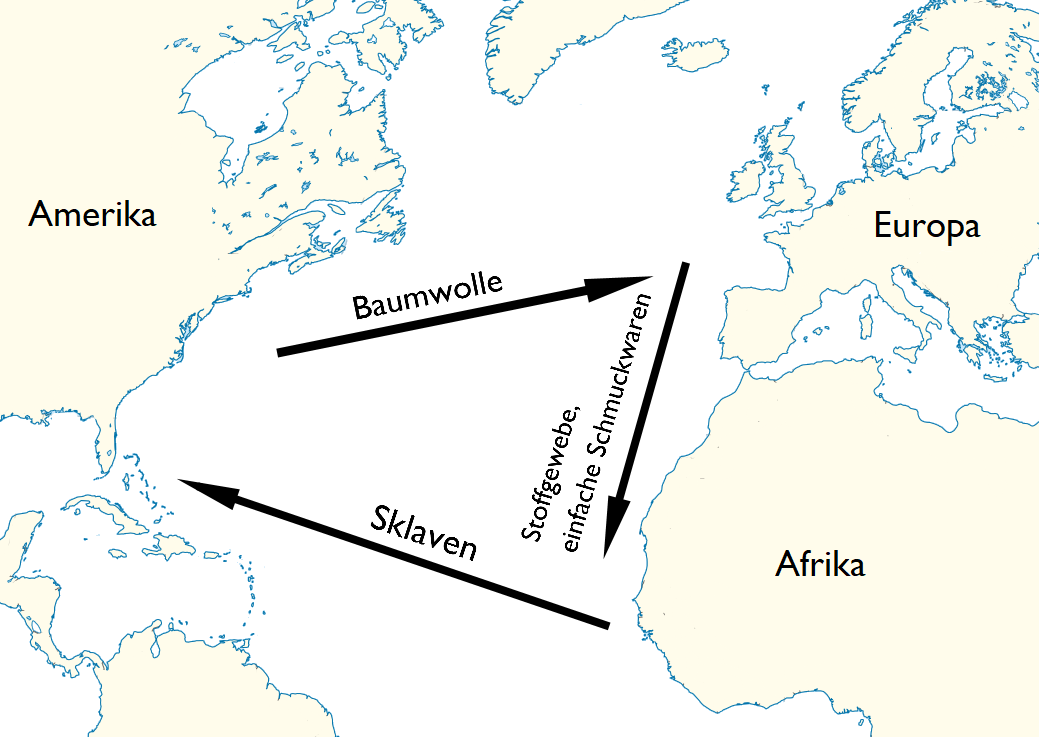
Atlantischer Dreieckshandel zur Neuzeit
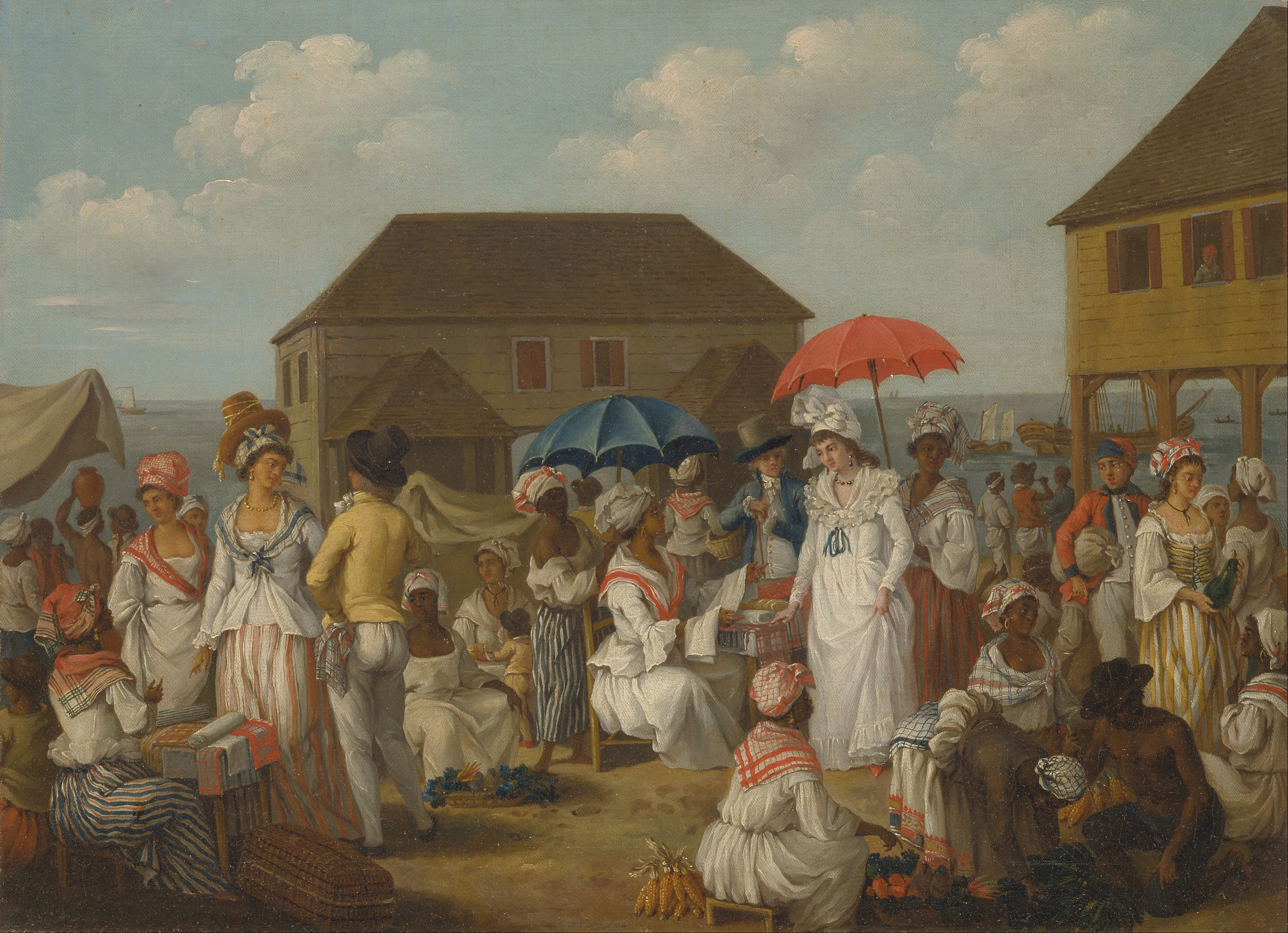
Dominica, 1770er Jahre

Als Kolumbus im Auftrag der Krone von Kastilien im Jahr 1492 auf San Salvador (Bahamas) landete, war er vor allem auf der Suche nach Gold und anderen Reichtümern. Aber die Arawak legten keinen Wert auf das, was Europäer als Reichtum ansahen. So wurde die Karibik zwar besiedelt, aber die Konquistadoren zog es schon bald auf den amerikanischen Kontinent. Nach den Spaniern ließen sich Briten, Niederländer und Franzosen nieder und machten die Karibik auch zum Schauplatz ihrer Kriege; im Besitz kleinerer Kolonien waren Dänemark, Schweden und Kurland. St. Barthélemy war z. B. knapp ein Jahrhundert unter schwedischer Herrschaft. Ein Großteil der ursprünglich beheimateten Indianer fiel schließlich eingeschleppten Krankheiten oder Sklaverei zum Opfer.
Die Karibik war besonders im 17. und frühen 18. Jahrhundert Betätigungsfeld von Bukaniern und Piraten (sog. Goldenes Zeitalter der Piraterie). Die kleinen Inseln boten den Seeräubern, die zum Teil als Freibeuter im Auftrag eines Königs unterwegs waren, zahlreiche Unterschlupfmöglichkeiten und die spanischen Schatzflotten waren ein gutes und lohnendes Angriffsziel. Port Royal auf Jamaika sowie die französische Siedlung auf Tortuga waren regelrechte Piratensiedlungen.

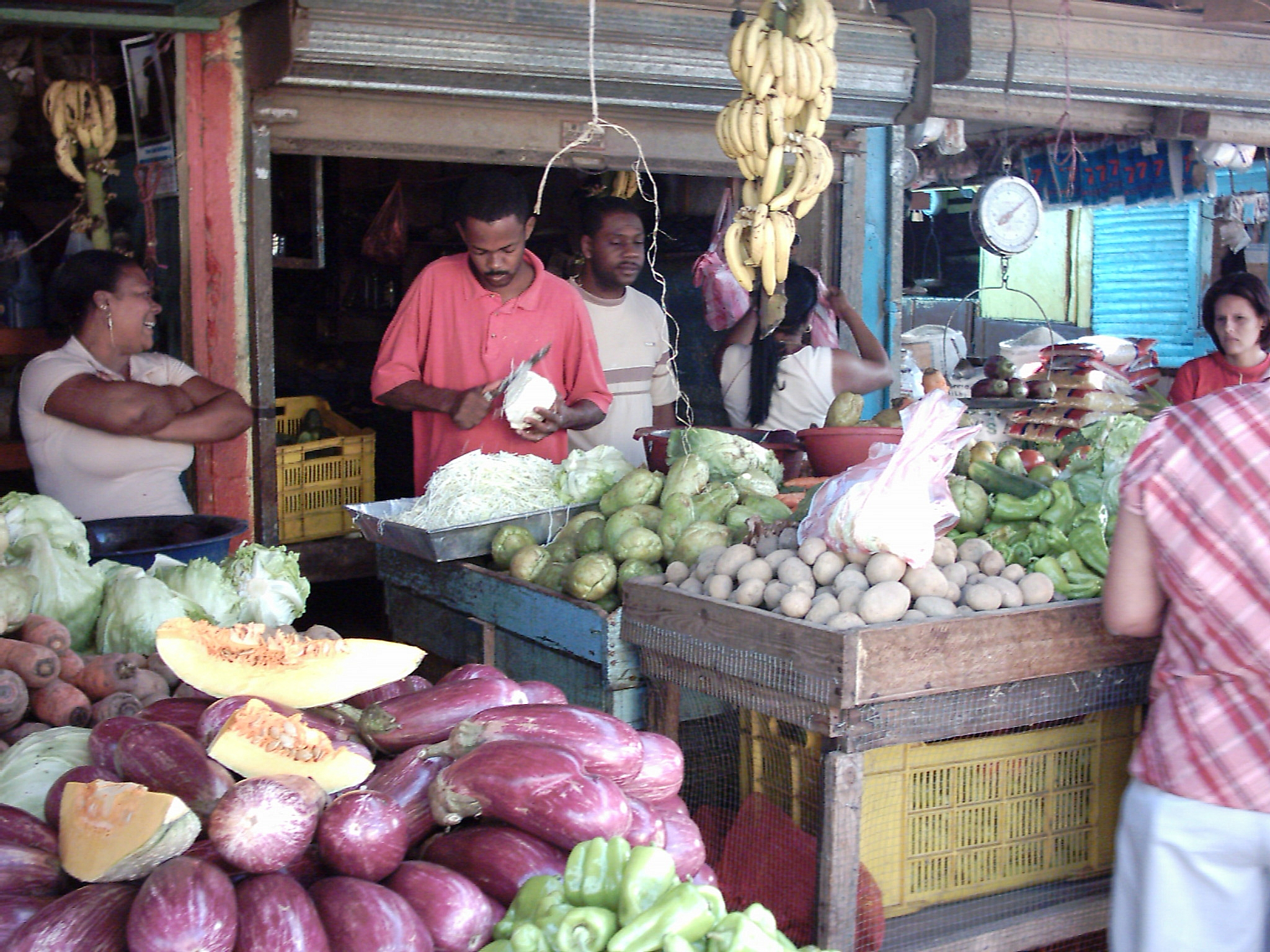
Gemüsemarkt in der Dominikanischen Republik
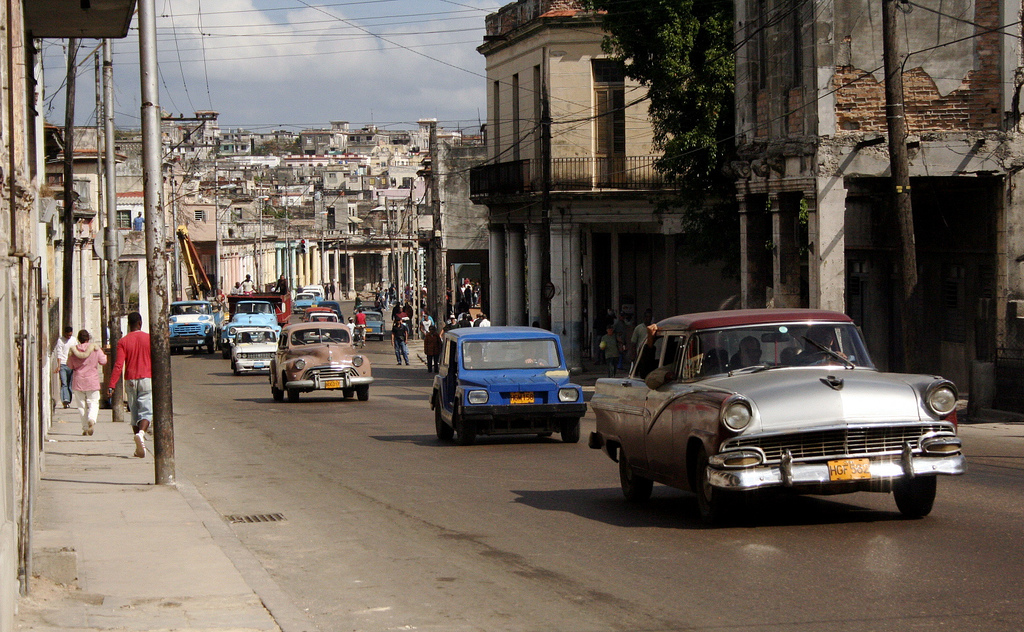
Straße in der zweitgrößten Stadt, Havanna (Kuba)
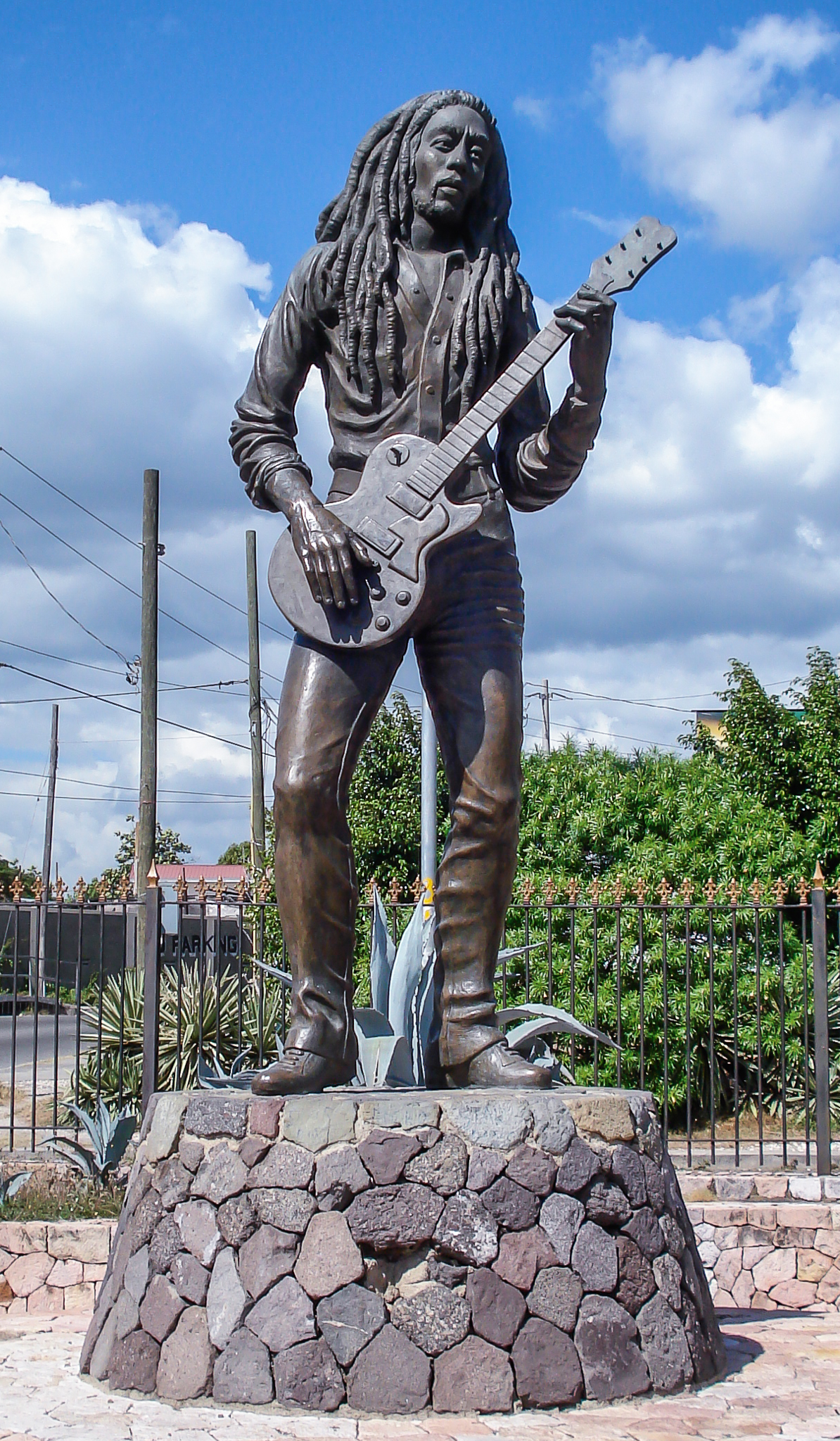
Bob-Marley-Statue in Kingston (Jamaika)
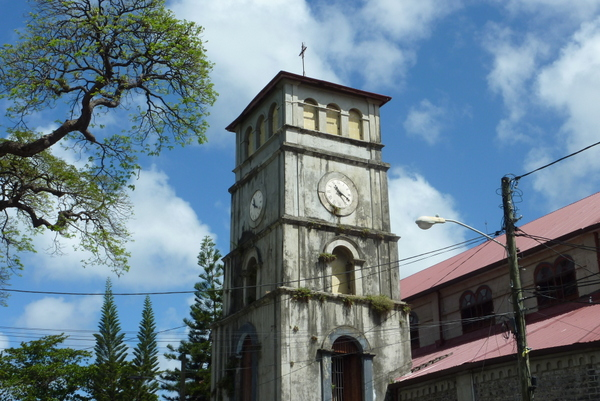
Kathedrale von Castries (St. Lucia)
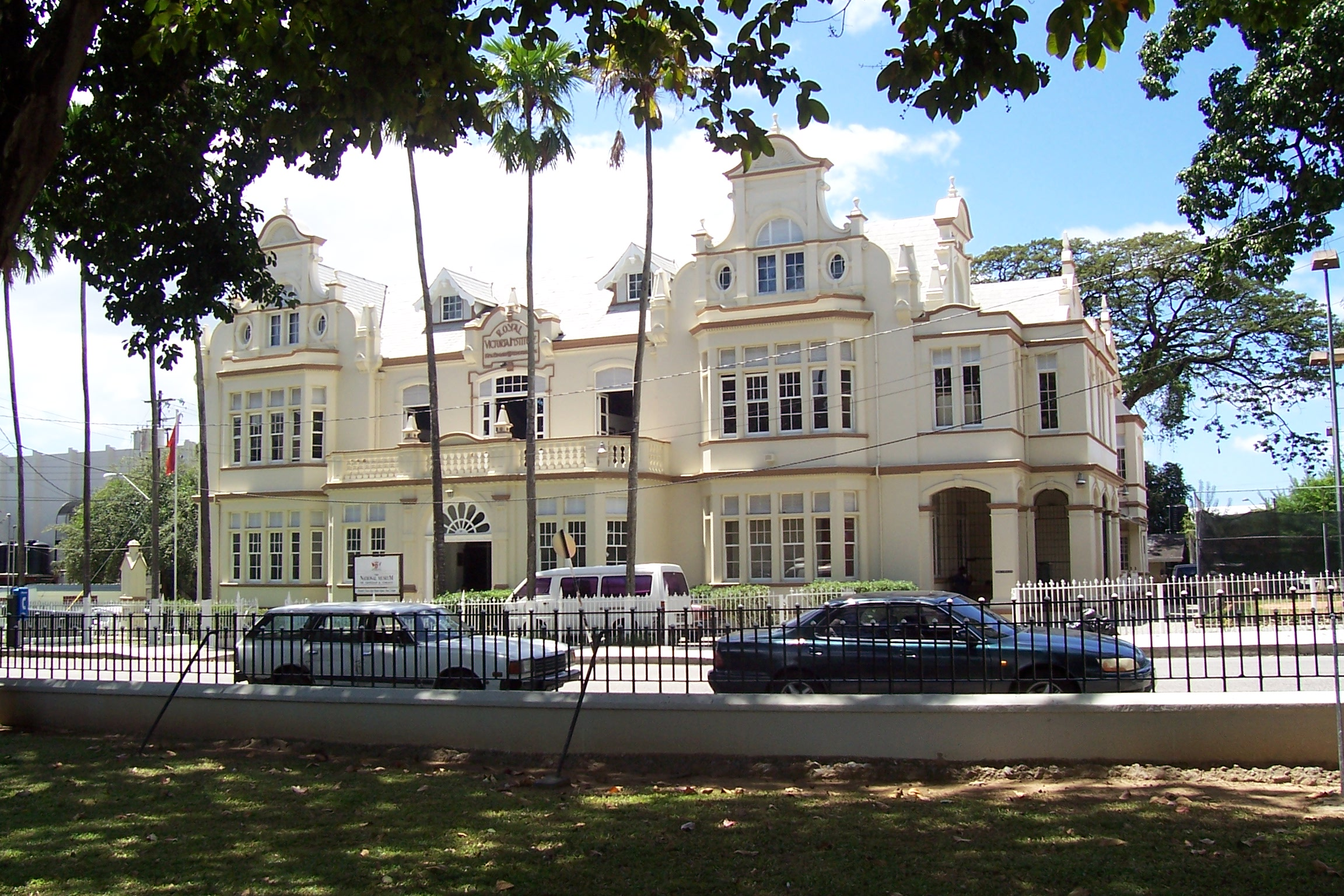
Nationalmuseum in Port of Spain

## Staaten und Territorien der Karibik

### Auf den Inseln
In der Karibik befinden sich sowohl unabhängige Staaten als auch von überwiegend europäischen Staaten abhängige Inseln (im Uhrzeigersinn):
| Region                | Staat bzw. Territorium         | Zugehörigkeit bzw. Unabhängigkeitsjahr | Mitglied- schaft | Währung  | Amtssprache                          | Fläche (km²) | Einwohner (2021) |
| --------------------- | ------------------------------ | -------------------------------------- | ---------------- | -------- | ------------------------------------ | ------------ | ---------------- |
| offener Atlantik-Nord |                                |                                        |                  |          |                                      | 14.436       | 409.851          |
|                       | Bahamas                        | 1973                                   |                  | B$       | Englisch (Bahamas-Kreolisch)         | 13.939       | 352.655          |
|                       | Turks- und Caicosinseln        | Überseegebiet                          |                  | $        | Englisch (Kreolisch)                 | 497          | 57.196           |
| Große Antillen        |                                |                                        |                  |          |                                      | 206.583      | 38.832.443       |
|                       | Kuba                           | 1902                                   |                  | Cub$     | Spanisch                             | 109.884      | 11.032.343       |
|                       | Cayman Islands                 | Überseegebiet                          |                  | CI$      | Englisch                             | 264          | 63.131           |
|                       | Jamaika                        | 1962                                   |                  | J$       | Englisch (Jamaikanisch)              | 10.991       | 2.816.602        |
|                       | Navassa                        | Kleinere Außenbesitzung                |                  |          |                                      | 5            | unbewohnt 1      |
|                       | Haiti                          | 1804                                   |                  | HTG      | Haitianisch, Französisch             | 27.750       | 11.198.240       |
|                       | Dominikanische Republik        | 1844                                   |                  | RD$      | Spanisch                             | 48.730       | 10.597.348       |
|                       | Puerto Rico                    | nichtinkorporiertes Außengebiet        |                  | $        | Spanisch, Englisch                   | 8.959        | 3.142.779        |
| Kleine Antillen       |                                |                                        |                  |          |                                      | 9.235        | 2.682.203        |
| Über dem Winde        | Amerikanische Jungferninseln   | nichtinkorporiertes Außengebiet        |                  | $        | Englisch (Kreolisch)                 | 346          | 105.870          |
| Über dem Winde        | Britische Jungferninseln       | Überseegebiet                          |                  | $        | Englisch (Kreolisch)                 | 153          | 37.891           |
| Über dem Winde        | Anguilla                       | Überseegebiet                          |                  | EC$      | Englisch (Kreolisch)                 | 96           | 18.403           |
| Über dem Winde        | Saint-Martin                   | Überseegebiet                          | teils            | €        | Französisch                          | 53           | 32.680           |
| Über dem Winde        | Sint Maarten                   | autonomes Land                         | teils            | CMf      | Niederländisch, Englisch             | 34           | 44.564           |
| Über dem Winde        | St. Barthélemy                 | Überseegebiet                          |                  | €        | Französisch (Patwa)                  | 21           | 7.116            |
| Über dem Winde        | Saba                           | Besondere Gemeinde                     | teils            | $        | Niederländisch (Englisch)            | 13           | 1.991 2          |
| Über dem Winde        | Sint Eustatius                 | Besondere Gemeinde                     | teils            | $        | Niederländisch (Englisch)            | 21           | 4.020 2          |
| Über dem Winde        | St. Kitts und Nevis            | 1983                                   |                  | EC$      | Englisch (Kreolisch)                 | 269          | 54.149           |
| Über dem Winde        | Antigua und Barbuda            | 1981                                   |                  | EC$      | Englisch (Antigua-Kreolisch)         | 442          | 99.175           |
| Über dem Winde        | Montserrat                     | Überseegebiet                          |                  | EC$      | Englisch                             | 102          | 5.387            |
| Über dem Winde        | Guadeloupe                     | Überseedépartement                     |                  | €        | Französisch (Guadeloupe-Kreolisch)   | 1.628        | 403.355 2        |
| Über dem Winde        | Dominica                       | 1978                                   |                  | EC$      | Englisch (Patwa)                     | 746          | 74.584           |
| Über dem Winde        | Martinique                     | Überseedépartement                     |                  | €        | Französisch (Martinique-Kreolisch)   | 1.128        | 394.173 2        |
| Über dem Winde        | St. Lucia                      | 1979                                   |                  | EC$      | Englisch (Patwa)                     | 616          | 166.637          |
| Über dem Winde        | Barbados                       | 1966                                   |                  | BDS$     | Englisch                             | 430          | 301.865          |
| Über dem Winde        | St. Vincent und die Grenadinen | 1979                                   |                  | EC$      | Englisch                             | 389          | 101.145          |
| Über dem Winde        | Grenada                        | 1974                                   |                  | EC$      | Englisch (Grenada-Kreolisch)         | 344          | 113.570          |
| Unter dem Winde       | Nueva Esparta                  | Bundesstaat                            |                  | BsF      | Spanisch                             | 1.150        | 426.337 2        |
| Unter dem Winde       | Dependencias Federales         | bundesunmittelbar                      |                  | BsF      | Spanisch                             | 342          | 3.100 2          |
| Unter dem Winde       | Bonaire                        | Besondere Gemeinde                     | teils            | $        | Niederländisch (Papiamentu)          | 288          | 13.389 2         |
| Unter dem Winde       | Curaçao                        | autonomes Land                         | teils            | CMf      | Papiamentu, Niederländisch, Englisch | 444          | 151.885          |
| Unter dem Winde       | Aruba                          | autonomes Land                         | teils            | Afl      | Papiamentu, Niederländisch           | 180          | 120.917          |
| offener Atlantik-Süd  | Trinidad und Tobago            | 1962                                   |                  | C$ (TTD) | Englisch (Kreolisch)                 | 5.128        | 1.221.047        |
| westliche Karibik     |                                |                                        |                  |          |                                      | 796          | 186.176          |
|                       | San Andrés und Providencia     | Departamento                           |                  | $ (COP)  | Spanisch                             | 44           | 70.554 2         |
|                       | Corn Islands                   | Gemeinde                               |                  | C$ (NIO) | Spanisch                             | 13           | 7.429 2          |
|                       | Islas de la Bahía              | Departamento                           |                  | L        | Spanisch                             | 261          | 35.000 2         |
|                       | Cozumel                        | Gemeinde                               |                  | Mex$     | Spanisch                             | 478          | 73.193 2         |
| Gesamt                |                                |                                        |                  |          |                                      | 221.993      | 43.331.720       |

Legende:

CELAC,
 CARICOM,

ALBA,

SICA,

OECS,

EU,

UNASUR.

1 Zeitweise von haitianischen Fischern bewohnt.
2 (Fehlende) Zahlen den Länderseiten entnommen.

### Auf dem amerikanischen Festland
Folgende Staaten gehören zwar geographisch zum amerikanischen Festland, werden aber aufgrund ihrer Kolonialgeschichte sowie ihrer Wirtschafts-, Verkehrs- und sprachlichen Beziehungen häufig zur Karibik hinzugezählt:
| Region         | Staat               | Zugehörigkeit bzw. Unabhängigkeitsjahr | Mitgliedschaft | Währung | Amtssprache                  | Fläche (km²) | Einwohner (2021) |
| -------------- | ------------------- | -------------------------------------- | -------------- | ------- | ---------------------------- | ------------ | ---------------- |
| Zentralamerika | Belize              | 1981                                   |                | Bz$     | Englisch (Belize-Kreolisch)  | 22.966       | 405.633          |
| Südamerika     |                     |                                        |                |         |                              | 462.324      | 1.684.332        |
|                | Guyana              | 1966                                   |                | G$      | Englisch (Hindi)             | 214.970      | 787.971          |
|                | Suriname            | 1975                                   |                | $ (SRD) | Niederländisch (Sranantongo) | 163.820      | 614.749          |
|                | Französisch-Guayana | Überseedépartement                     |                | €       | Französisch (Kreolisch)      | 83.534       | 281.612          |

3 Zahl der Landesseite entnommen.

## Karibik-Anrainer

Hispaniola: Ost-West-geteilt

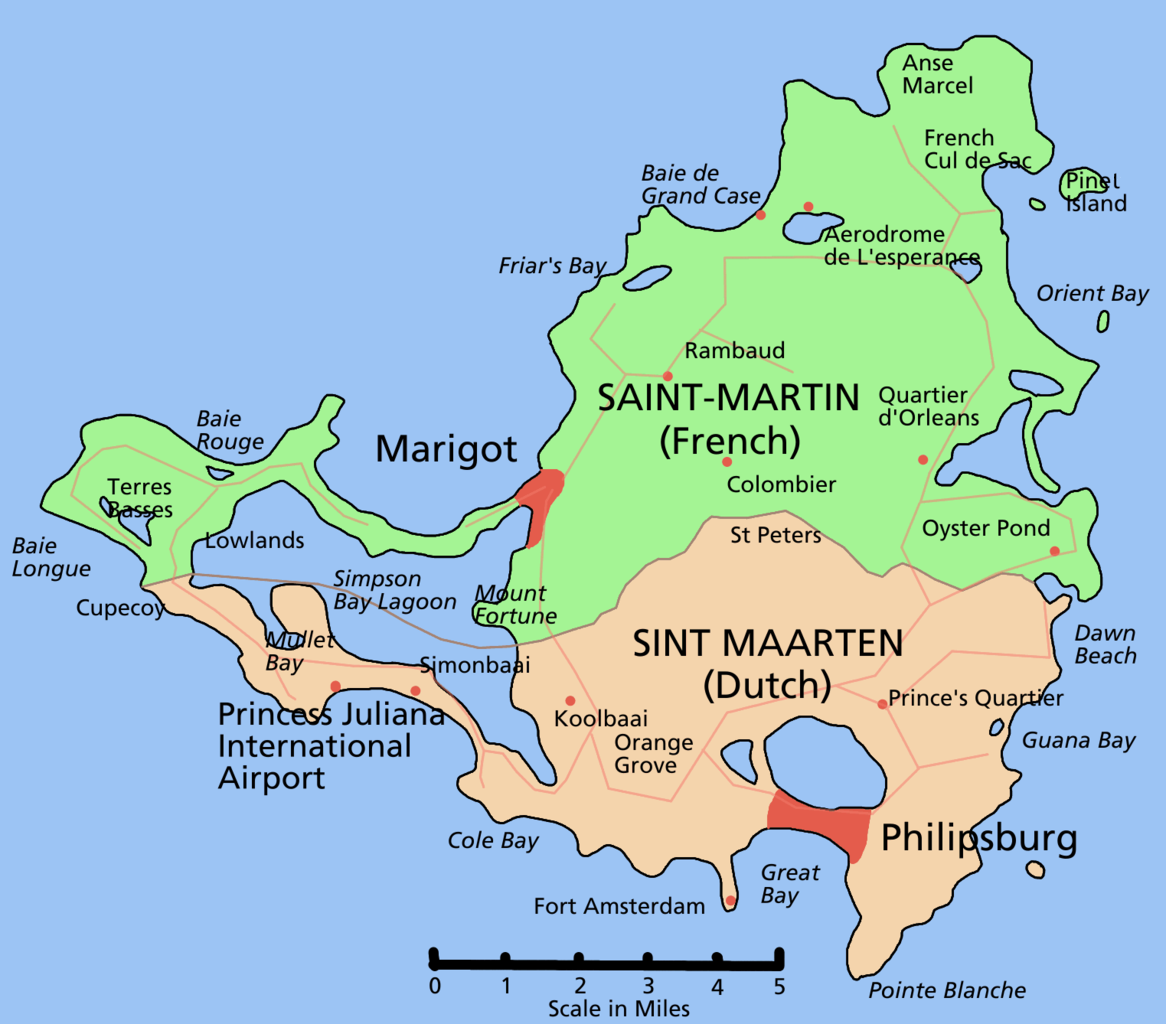
Saint Martin-Insel: Nord-Süd-geteilt

Jungferninseln: Zwischen drei Staaten aufgeteilt

Folgende Staaten grenzen an die Karibik (von Nordwest nach Südost):
- Nordamerika:  Vereinigte Staaten,  Mexiko
- Zentralamerika:  Belize,  Guatemala,  Honduras,  Nicaragua,  Costa Rica,  Panama
- Südamerika:  Kolumbien,  Venezuela,  Guyana,  Suriname,  Französisch-Guayana

## Inselteilungen und gemeinsame Inselgruppen
Folgende Inseln werden von mehreren Staaten verwaltet:
- Hispaniola: Haiti und Dominikanische Republik
- St. Martin (Insel): Von Frankreich und Niederlande abhängig

Folgende Inseln werden zu Gruppen zusammengefasst:
- British West Indies: Anglophone kleine Antillen, die durch Institutionen und Veranstaltungen miteinander verbunden sind.
- Französisch-Westindien: Frankophone kleine Antillen.
- Jungferninseln: Spanische (west), amerikanische (zentral) und britische (ost).
- Windward-Inseln: Nördliche und südwestliche kleine Antillen, windzugewandt.
- Leeward-Inseln: Südliche kleine Antillen, windabgewandt.
- ABC-Inseln: Aruba, Bonaire, Curaçao liegen geographisch nebeneinander.
- BES-Inseln: Bonaire, St. Eustatius, Saba sind besondere Gemeinden der Niederlande.

Folgende Verwaltungseinheiten wurden aufgelöst:
- Dänisch-Westindien bestand bis 1. April 1917 und bildet seitdem die Amerikanischen Jungferninseln.
- Westindische Föderation bestand bis 31. Mai 1962.
- Niederländische Antillen bestanden bis 10. Oktober 2010.
- Arrondissement Saint-Martin-Saint-Barthélemy bestand bis 22. Februar 2007.